# Ноћна мора
Ноћна мора Жељка Малнара била је касноноћна ток-шоу коју је водио Жељко Малнар. Емитовала се уживо на хрватској ТВ станици ОТВ од 3. октобра 1992. до 2005., а затим је преузела телевизија З1 од 2005. до краја емисије 26. јуна 2010.
Контакт антишоу померила је границе хрватског телевизијског програма. Његово време емитовања је варирало током приказивања, почевши од 10 или поноћ у суботу увече, са флексибилним временом завршетка, обично између 6 и 8 ујутро. Домаћин је бацио сав такт и укус кроз прозор, преносећи грубе манире са улице на екран, а да их није разблажио бонтоном или стилизовао за позоришни ефекат. Својим гостима је редовно постављао непријатна и агресивна питања како би разоткрио њихове мане, често ескалирајући до паушалних увреда које су им гости често узвраћали. Емисија је имала и елементе фрик шоуа, у којима се повремено појављују ликови с руба друштва сликовитих менталних састава (надимци Цезар, Тарзан, Јајан, Брацо, Емир, Ремзо, Лаки, Шева, Ивек, Даријан, Даркец, Станкец, Хасан, Гибо из Кутине ...), покупили су се из загребачке улице Пешченице. Малнар је тобоже прогласио Пешченицу независном републиком при чему је он био председник и глумци су били као његов кабинет.
Емисија се повремено завршавала Малнаровом љутом поруком гледаоцима/позиваоцу „Јадници, угасите телевизор и идите спавати! Идиоте, зар немаш паметнијег посла, него гледати телевизију у три ујутро! Хајде, лаку ноћ! Што је, биједниче, немаш новаца за бити вани, него мораш мене гледати на своме малом црнобијелом телевизору?"
Ноћна мора био је и наслов Малнарове колумне која се редовно појављује у недељнику Глобус.
2003. Ноћна смена је угостила Дениса Родмана који је дошао у Загреб искључиво због програма након што му је пријатељ из Хрватске скренуо пажњу на емисију путем интернет стриминга. Након уобичајеног примања телефонских позива, многе гледаоци су флертовали са Родманом и отворено му предложили секс  након чега их је он спремно позвао у своју хотелску собу, дајући адресу у емисији у студију.
Емисија је угостила и многе познате личности из Хрватске, међу којима су: Ћиро Блажевић, Мирко Филиповић и Дино Дворник .
2004. глумци у емисији су глумили у истоименом играном филму.
5. маја 2010. у 67. години преминуо је најпопуларнији лик Звонимир Левачић - Шева. Након Шевине смрти, Ноћна смена је формално прекинута 26. јуна 2010., након 18 година емитовања уживо и 878 епизода.
Од 2018. део екипе је наставио рад у сличној емисији под називом Немогућа еМисија.

## Ликови
- Жељко Малнар, председник; (1992–2010)
- Звонимир Левачић - Шева, министар одбране; (2000–2010)
- Сеад Хасановић - Брацо Циган, одбрана ромске мањине; (2000–2010)
- Недиљко Алагушић - Тарзан, министар морала; (1995–2010)
- Владо Матијевић - Јаран звани Јајан, званични новинар; (2001–2008)
- Ненад Блатник - Цезар, певач и бивши шампион у боксу; (2001–2006)
- Станислав Хреновић - Станкец, држављанин Републике Пешченица; (2001–2010)
- Ивица Лако - Лаки, званични играч и пушач марихуане; (2002–2010)
- Ремзо Крак - Краш, песник; (2001–2010)
- Синиша Половина - Гибо из Кутине, победник музичког такмичења "Дора-Мора" 2007. у Републици Пешченица ; (2002–2010)
- Емир Илијаш - Емир, еротски песник; (1993–2010)
- Иван Плехан - Ивек, најбољи хармоникаш икада рођен; (2000–2006)
- Дарко Ђугумовић - Дарко, имитатор музичке групе Цолониа ; (2002–2010)
- Бруно Томашић - Анђа, пјевачица која представља хрватску ЛГБТ заједницу; (2002–2010)
- Љубомир Ђомешић - Љубо, творац и мислилац 21. века; (2004–2008)
- Дарко Дијановић - Даркец, 50-годишња дјевица из Бјеловара која тражи савршену жену и држављанку Хрвата која жели да постане Србина; (2000–2008)
- Даријан Мишак - Дачо звани Галеб, најбољи извођач песме "Мој галебе"; (2000–2007)
- Крешимир Рицијаш - Ђовани, вишеструки поремећај личности, замишља да је пилот комерцијалне авио компаније (2003–2005)
- Зоран Кривић, човек који продаје украдене и фалсификоване слике уживо на ТВ-у; (2000–2010)
- Милан Радоњић - Милан Тарот, читач тарот карата у региону Балкана; (2009–2010)

## Контроверзе
5. фебруара 2005. емитована је емисија са исечцима из аматерског порно филма Козјак, што је изазвало негодовање јавности, након чега је неколико недеља касније Савет за електронске медије донео одлуку да се ОТВ-у одузме концесија за 24-часовно емитовање. Неколико месеци касније, после 15 година емитовања емисије на ОТВ, Малнар је одлучио да пређе на телевизију З1.
24. фебруара 2007. гостовао је председник Партије подунавских Срба Раде Лесковац. Ово гостовање изазвало је бројне контроверзе и негативне реакције гледалаца, који су му путем уживо телефонских позива у програм слали претеће поруке. Три дана после емисије, Жељко Малнар је претучен у кафићу Код Мике где се екипа често састајала. Нападач је био гледалац изнервиран гостовањем Лесковца, допутовао је из Осијека и пришао Малнару с леђа и ударио га металном шипком по глави, због чега је исте вечери хоспитализован у загребачкој болници „Меркур“.